# Ivașcenkî, Horol
Ivașcenkî (în ucraineană Іващенки) este un sat în comuna Klepaci din raionul Horol, regiunea Poltava, Ucraina.

## Demografie
Componența lingvistică a localității Ivașcenkî
     Ucraineană (98,9%)
     Rusă (1,1%)
Conform recensământului din 2001, majoritatea populației localității Ivașcenkî era vorbitoare de ucraineană (98,9%), existând în minoritate și vorbitori de rusă (1,1%).